# Río Palomo
El río Palomo es un curso natural de agua que nace cerca en la cordillera de los Andes en la Región de Coquimbo, fluye en dirección general oeste hasta juntarse con el río Los Molles dando origen al río Rapel (Grande)

## Trayecto
El río Palomo nace en la frontera internacional de la Región de Coquimbo y fluye hacia el oeste casi paralelo a los ríos Los Molles y Mostazal, al norte de la  cordillera de Doña Rosa.  Hasta la confluencia con el río Los Molles y así llega a entregar sus aguas dando origen al río Rapel (Grande) que las lleva al embalse La Paloma.

## Caudal y régimen
El caudal del río es escaso

## Historia
Luis Risopatrón lo describe en su Diccionario Jeográfico de Chile de 1924 Sobre el río:
Palomo (Rio). Nace en las faldas W de la cordillera de Doña Rosal afluye del NE a la márjen N del rio de Los Molles, hácia el E de Las Mollacas. 118, p. 153; 134; i 156; i de Paloma, en 66 p. 69 i 224.